# Trochosa melloi
Trochosa melloi este o specie de păianjeni din genul Trochosa, familia Lycosidae, descrisă de Roewer, 1951. Conform Catalogue of Life specia Trochosa melloi nu are subspecii cunoscute.